# Frans Mulder
Frans Mulder (Amsterdam, 12 februari 1953) is een Nederlands acteur, zanger en liedjes- & tekstschrijver.
Mulder was de zoon van een slager. Hij werkte bij Globe, richtte een zangduo op met Roland Voortman en trad op bij Albert Mol. In 1985 werd hij door Haye van der Heijden voor de theatergroep Purper gevraagd. Later werd hij de spil van deze groep, waarbij de meeste teksten en de regie van zijn hand waren. 
In 2005 kwam hij met een eerste soloprogramma.
Mulder schreef daarnaast veel liedjes en overige teksten voor andere artiesten waaronder Simone Kleinsma, Angela Groothuizen, Karin Bloemen, Gerrie van der Klei, Adèle Bloemendaal en Willem Nijholt.
Hij speelde mee in diverse musicals zoals Heerlijk duurt het langst, Follies, Sonneveld: Haal het doek maar op, Nonsens Lieve Heren, The Little Mermaid, Sister Act en Moeder, ik wil bij de Revue.

## Filmografie
- Angela (1973)
- Because of the cats (1973)
- Love Comes Quietly (1973)
- Help! De dokter verzuipt... (1974)
- Historia morbi (kort) (1975)
- De dag waarop de paus gekidnapt werd (blijspel) (1975)
- Zwaarmoedige verhalen voor bij de centrale verwarming (1975)
- Lifespan (1975)
- De dwaze Lotgevallen van Sherlock Jones (1975)
- Grijpstra en de Gier (1979)
- Laat de dokter maar schuiven (1980)
- De Boezemvriend (1982)
- Sinterklaas en het Uur van de Waarheid (2006)
- Sinterklaas en het Geheim van het Grote Boek (2008)
- Sinterklaas en de Verdwenen Pakjesboot (2009)

## Televisieseries
- Flodder - Psychiater Tom Scholten (1995)
- Tax Free (2003)
- Grijpstra & de Gier (2006)
- Zeg 'ns Aaa - Harold van Opheusden (2009)
- Kinderen geen bezwaar - Frans de Mook (2009)

## Musicals
- Heerlijk duurt het langst - Kees Bloem (1999)
- Follies - Buddy Plummer (2000-2001)
- Sonneveld: Haal het doek maar op - Huub Janssen (2001-2002)
- Nonsens Lieve Heren - Moeder Overste (2004)
- The Little Mermaid - Grimsby (oktober 2012-januari 2013)
- Sister Act - Monseigneur O'Hara (februari 2013 - 2014)
- Moeder, ik wil bij de Revue - alternate John Hoogendoorn en understudy Jacob Somers (2014-2015)
- De Mol en de Paradijsvogel - Wim Sonneveld e.a. (2022-2024)

- International Standard Name Identifier: 0000 0003 9089 3799
- MusicBrainz: e28520d6-1b51-4368-8d77-a48cf255e48e
- Nederlandse Thesaurus van Auteursnamen: 110928008
- Virtual International Authority File: 284561851
- WorldCat: E39PBJxCCQvX4RCVRytF6J3WjC